# Jules Legrand (maire de Lorient)
Pour les articles homonymes, voir Jules Legrand et Legrand.
Jules Legrand est une personnalité politique française né le 15 juin 1862 à Lorient et mort le 16 juin 1936 à Lorient. Après des études de droit à l'Université de Rennes, il exerce comme avocat à Lorient, et devient bâtonnier. 
Actif dans la politique municipal, il est conseiller municipal lors de plusieurs mandatures, puis maire de Lorient de 1929 à 1935.

## Enfance et formation
Natif de Lorient, il y effectue sa scolarité dans le primaire, puis dans le secondaire au lycée Dupuy-de-Lôme de Lorient. Ses bons résultats scolaire lui permettent d'obtenir en 1873 une bourse d'études pour l'enseignement supérieur. Il part à Rennes et étudie le droit à l'Université de Rennes tout en travaillant comme répétiteurs aux lycées de Lorient et de Rennes.
Il commence sa carrière en s'inscrivant comme avocat stagiaire au tribunal de Lorient en 1885, et s'y fait une réputation solide.

## Carrière politique

### Début comme conseiller municipal
Il est élu conseiller municipal de Lorient lorsque Frédéric Delory devient maire en 1890, et conserve ce poste lors des mandats des maires suivants. Lorsqu'Adolphe L'Helgoualc'h accède à cette fonction en 1897, Legrand devient adjoint. La vie politique lorientaise est à cette époque marquée par l'opposition entre deux figures importantes, Louis Nail et Paul Guieysse. Legrand soutient ce dernier, ce qui lui vaut de ne par être réélu au conseil municipal entre 1901 et 1908. Le candidat soutenu par Legrand est de nouveau battu en 1908, mais dans une volonté de rassemblement des élus républicains, le maire Louis Nail nomme Legrand comme premier adjoint.
La ville connait alors une évolution urbaine marquée. Les remparts de la ville sont détruits, et des embellissements urbains comme l'arrivée de l'éclairage public au gaz, le pavage des rues, ou la reconfiguration de la place de la République sont entrepris. Louis Nail est élu député en 1910 et Legrand assume par délégation de la responsabilité de la ville. Il démissionne cependant du poste de premier adjoint le 29 décembre 1911 en raison des dissensions politiques entre Le Nail et son suppléant.

### Retour au conseil municipal comme maire
Il se retire de la politique à la suite de cette démission et reprend ses activités d'avocat. Il élu comme bâtonnier de Lorient par ses confrères, et est reconduit à cette fonction pendant 16 ans.
Il est approché pour se présenter aux élections municipales de 1929 à la tête d'une liste radicale et radicale-socialiste, ce qu'il accepte. Il est élu, et devient maire à l'âge de 67 ans. Son administration de la ville est jugé satisfaisante par ses administré, mais il ne se représente pas et choisit de quitter la politique. Emmanuel Svob qu'il avait battu en 1929 lui succède en 1935.

## Fin de vie et postérité

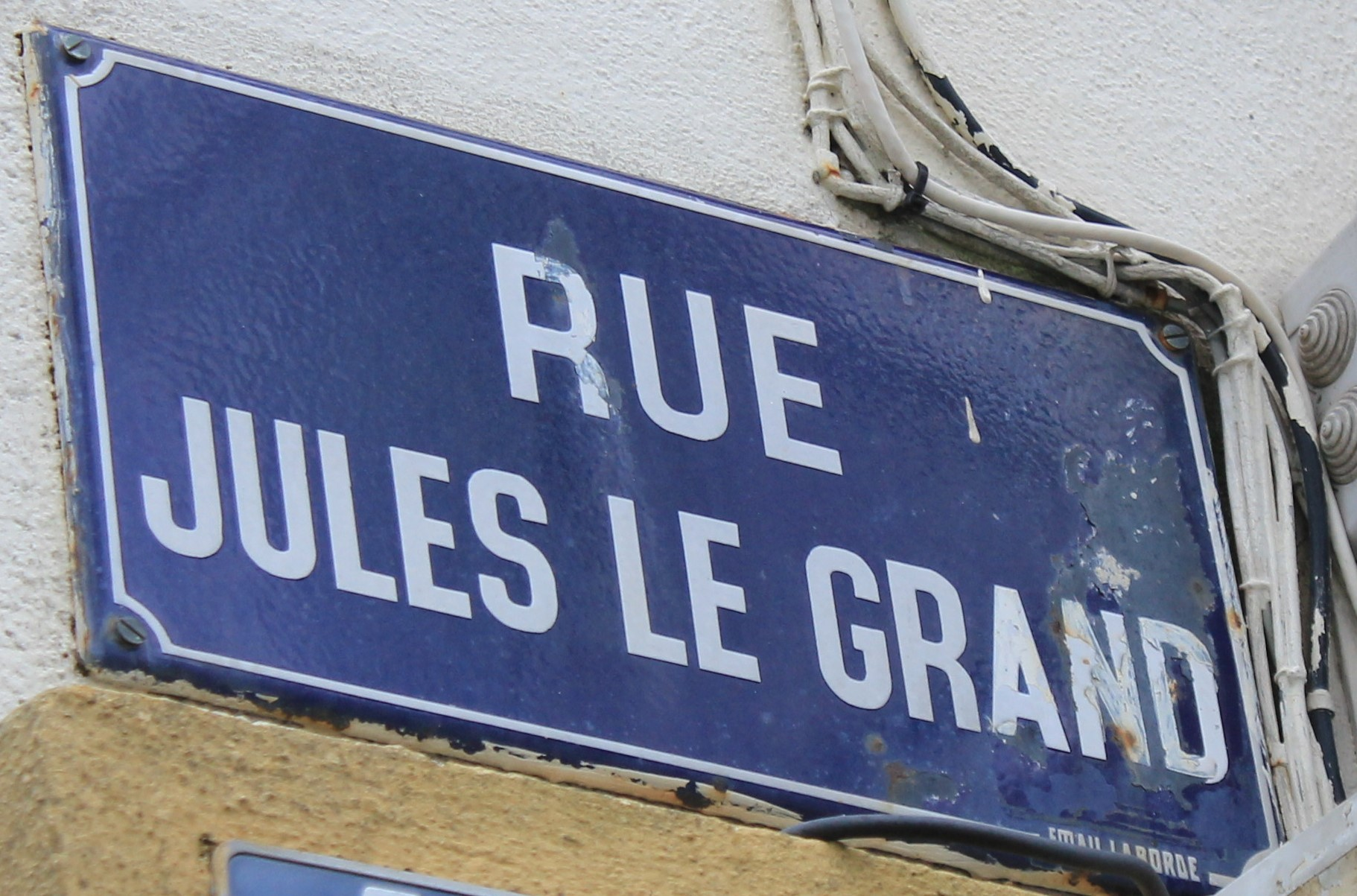
Son nom est donné à une rue de Lorient le 10 janvier 1940.

Il décède le 16 juin 1936, et une importante partie de sa fortune est léguée à l'hôpital civil de Lorient, à l'hospice, et au bureau de bienfaisance de la ville. Ses obsèques son célébrées à l'église Saint-Louis, et il est enterré au cimetière de Carnel.
Son nom est donné à l'ancienne rue de l'hôpital à Lorient par une décision du conseil municipal du 10 janvier 1940, ou il a habité au N°3.

## Sources